# Saint-Laurent-des-Arbres
Saint-Laurent-des-Arbres is een gemeente in het Franse departement Gard (regio Occitanie). De plaats maakt deel uit van het arrondissement Nîmes. Saint-Laurent-des-Arbres telde op 1 januari 2022 2.984 inwoners.

## Geografie
De oppervlakte van Saint-Laurent-des-Arbres bedroeg op 1 januari 2022 16,35 vierkante kilometer; de bevolkingsdichtheid was toen 182,5 inwoners per km².

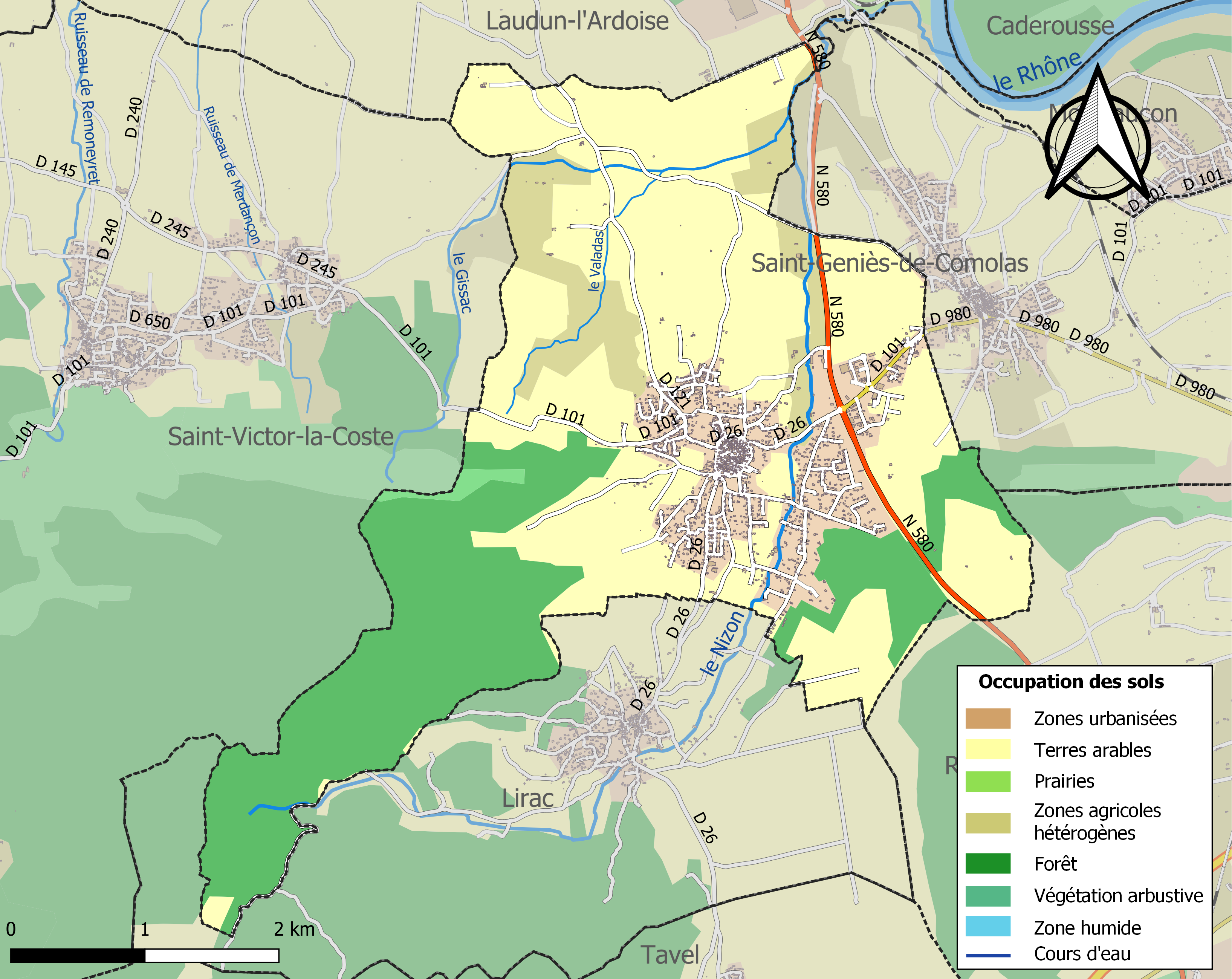
Kaart van de gemeente met belangrijkste infrastructuur, bodemgebruik en omliggende gemeenten

## Demografie
Onderstaande figuur toont het verloop van het inwonertal (bron: INSEE-tellingen).